# Robert-Bosch-Haus

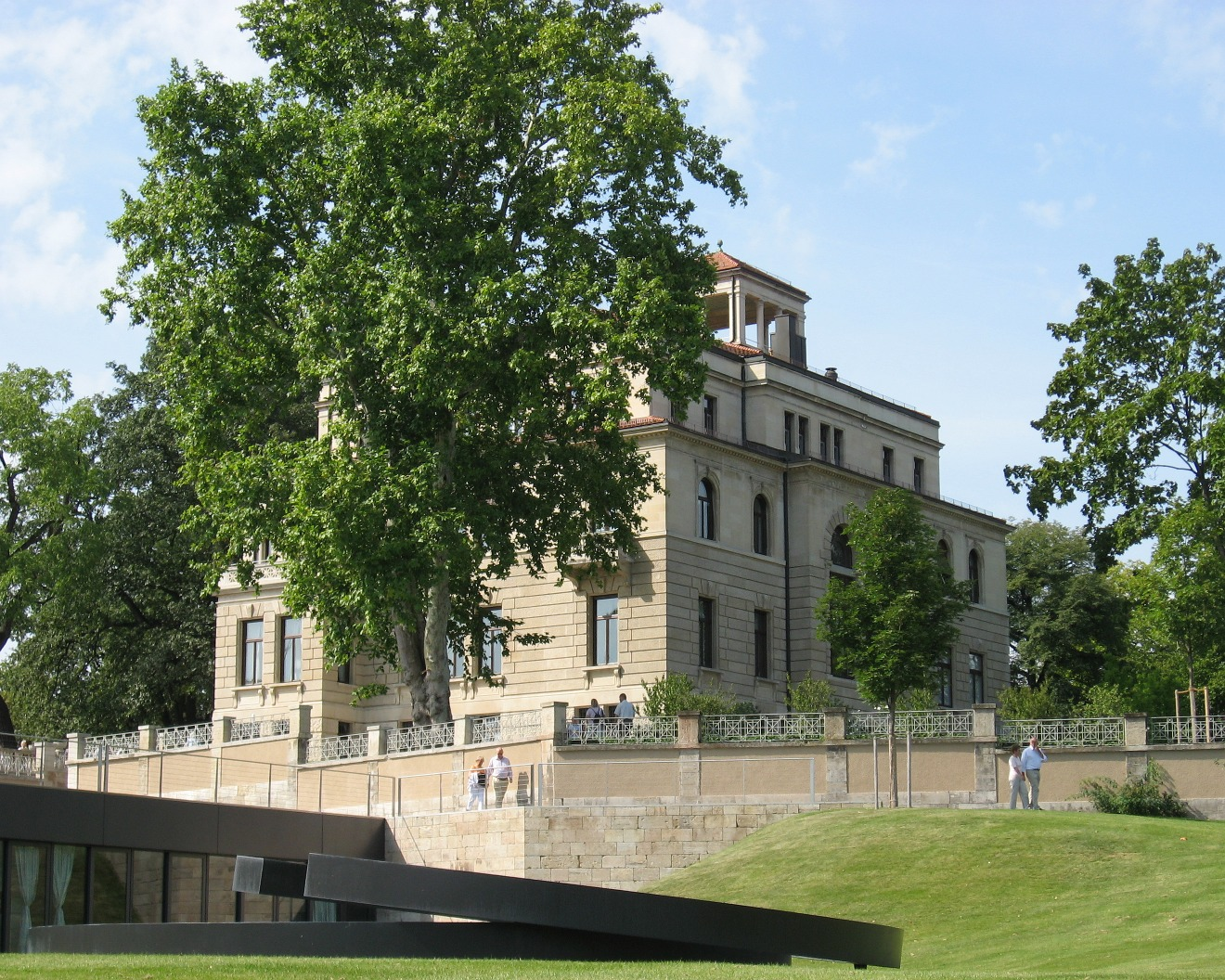
Die Robert-Bosch-Villa vom Haus Heidehof der Robert-Bosch-Stiftung aus gesehen

Das Robert-Bosch-Haus (gelegentlich: Villa Bosch genannt) in Stuttgart ist der ehemalige Wohnsitz des Fabrikanten Robert Bosch bis zu dessen Tod im Jahr 1942. Nach dem Zweiten Weltkrieg diente es den Amerikanern als Gästehaus und später den Franzosen als Konsulat. Seit 1986 hat die Robert Bosch Stiftung hier ihren Geschäftssitz. Das Haus befindet sich inmitten eines Parks in der Heidehofstraße 31 im Stadtteil Gänsheide im Stuttgarter Stadtbezirk Ost.

## Architektur

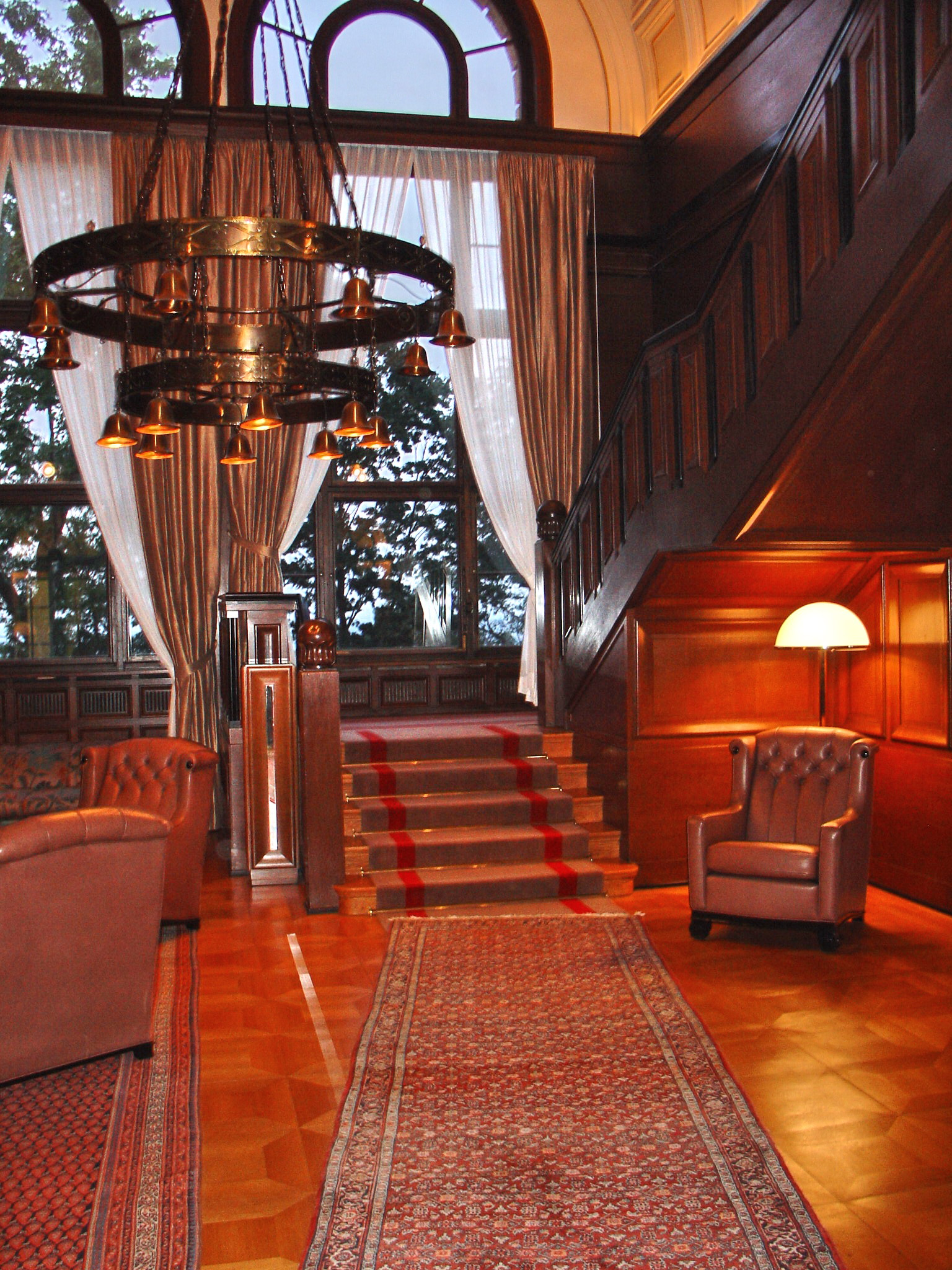
Innenansicht des Robert-Bosch-Hauses

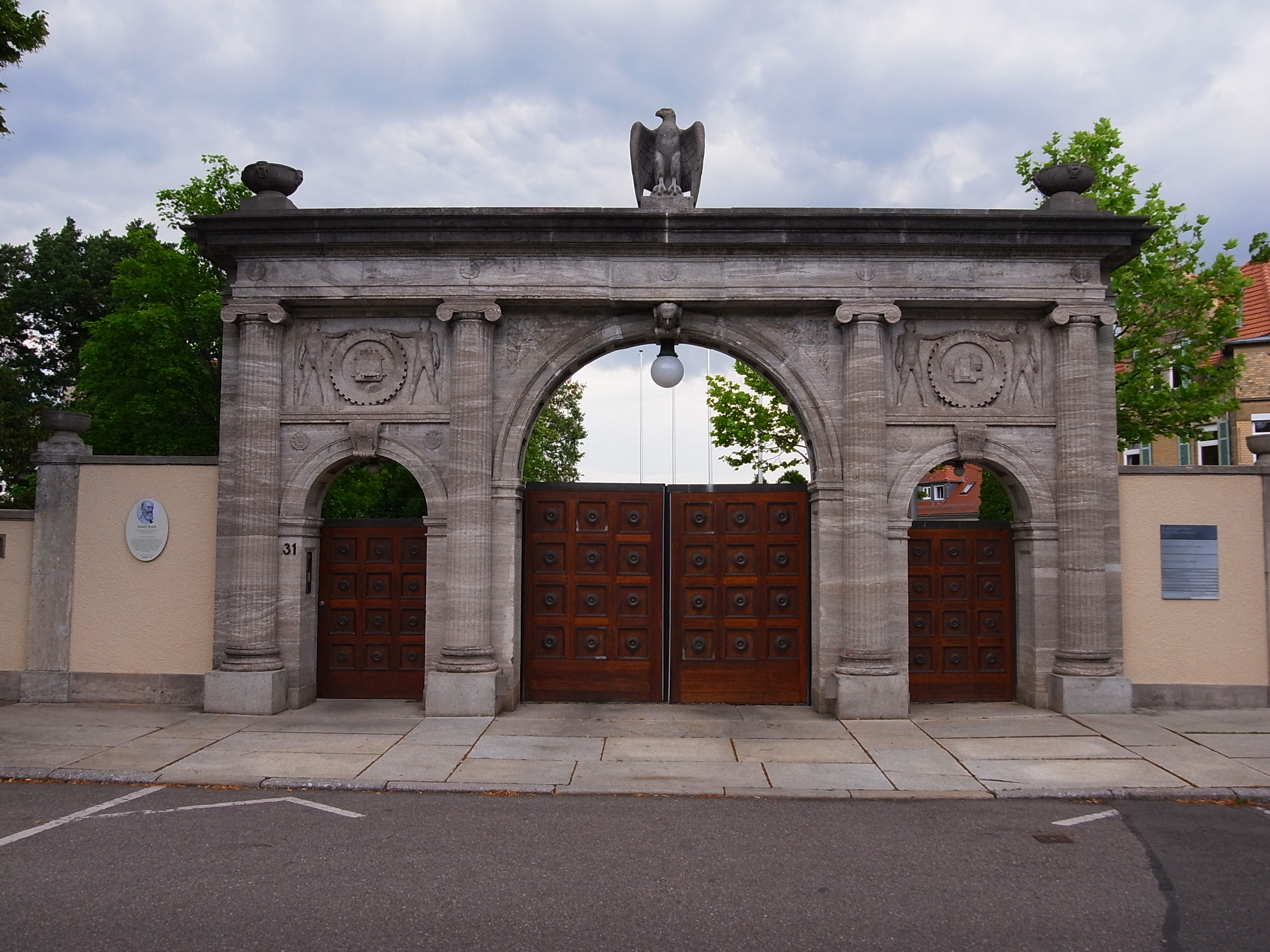
Portal zum Robert-Bosch-Haus

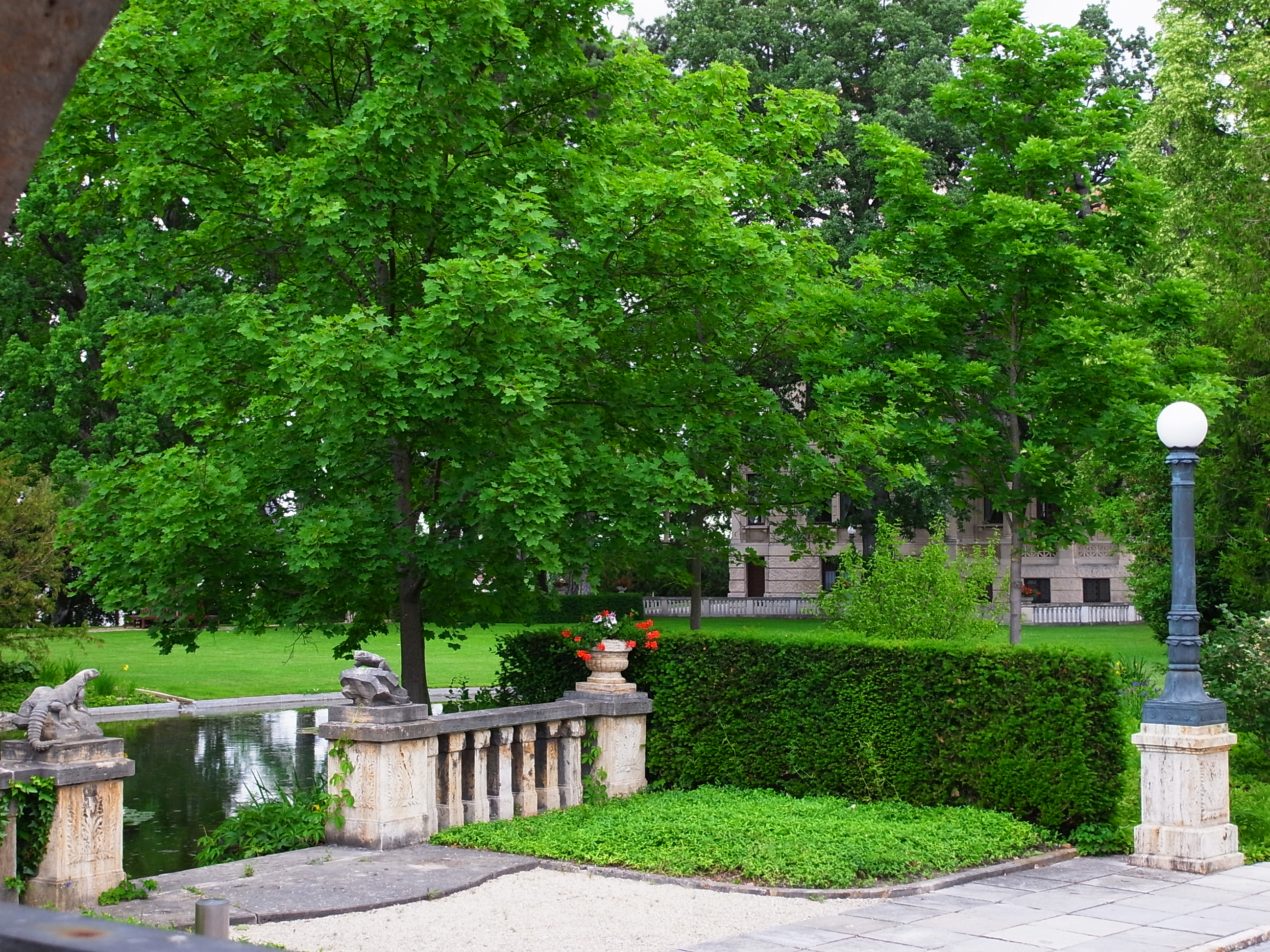
Südeinsicht in die Parkanlage des Bosch-Anwesens (im Hintergrund ist die Villa erkennbar)

Das Robert-Bosch-Haus wurde 1910/11 von den Architekten Jakob Früh und Carl Heim für den Industriellen Robert Bosch gebaut und gilt als einer der letzten hochherrschaftlichen Villenbauten des späten Historismus in Stuttgart. Die Immobilie beherbergt 25 Zimmer und ist denkmalgeschützt.
Der Baukörper ist ein Kubus, dem ein flach geneigtes Walmdach aufliegt. Hierin lassen sich Einflüsse der Schinkelschule des 19. Jahrhunderts erkennen, die auf Vorbildern der italienischen Frührenaissance des 15. Jahrhunderts beruhen. Besonders veranschaulicht dies der nordostseitig eingefügte und das Anwesen überragende Belvedere-Turm. Seitlich wird der Baukörper von einer eingeschossigen Veranda nebst ebensolchen Erkern eingefasst.
Vorbild für die Fassadengestaltung der Villa ist der ländliche Villentyp, geprägt von hierarchischen Baustrukturen. Der hohe Sockel besteht aus grob behauenem Sandstein. Das Hauptgeschoss weist feinere Rustikaquaderung auf. Die Beletage wird über eine zweiläufige Treppenanlage erreicht, die in einen viersäuligen Portikus mündet. Das Obergeschoss ist schlicht gehalten und sandsteinverkleidet. Dem Obergeschoss sitzt ein niedriges Attikageschoss auf, das zurückgesetzt ist, also nicht bündig mit dem Obergeschoss abschließt und mit einem Dreieckswalmdach abschließt. Die Geschosse weisen unterschiedliche Fensterformen und -größen auf. Durch die Verwendung von Stahlbeton für die Decken und Treppen liefert die Villa bereits Konstruktionsprinzipien der Moderne.
Für die bauplastischen Arbeiten am Robert-Bosch-Haus und dessen umgebenden Park war der Bildhauer und Schmuckdesigner Franz Boeres verantwortlich. Er fügte in das historistische Innere der Villa die vorhandenen Jugendstilelemente ein. Bruno Paul, Avantgardist der modernen Zweckarchitektur, gestaltete das Speisezimmer.
Von der Heidehofstraße ist die Villa über ein mächtiges Portal erreichbar. Dieses wurde 1934 umgestaltet und beispielsweise mit dem Relief des „Bosch-Zünders“ versehen.

## Haus Heidehof der Robert-Bosch-Stiftung
Das weitläufige Areal um die Villa Bosch misst 13.000 m². Damit bestand auf dem Grundstück genügend Platz, um einen Neubau zu errichten, der für Zwecke der Robert-Bosch-Stiftung genutzt werden konnte. In den Jahren von 2002 bis 2004 entstand im südwestlichen Grundstücksbereich das Haus Heidehof. Die Bauzeit von drei Jahren geht auf einen zwischenzeitlichen Baustopp zurück, der aus nachbarschutzrechtlichen Gründen vor dem Verwaltungsgericht Stuttgart zu entscheiden war. Errichtet wurde die Immobilie von Peter Kulka. Sie steht in der Tradition der klassisch-modernen Bauweise Ludwig Mies van der Rohes. In dem 3000 m² großen Schulungszentrum finden Tagungen, Seminare und andere Veranstaltungen statt. Der Bau beherbergt zudem einen Speisesaal und ein Gäste-Casino nebst (Bewirtungs-)Terrasse.
Der Landschaftsarchitekt Peter Kluska hatte die Freiflächen des Geländes gestaltet. Er restaurierte nicht nur den als Naturdenkmal geschützten historischen Park der Anlage, indem er ihm dessen ursprüngliche Formen wiedergab, sondern schuf auch einen harmonischen Übergang zum neuen Teil des Anwesens.

## Villa Dillmann
Robert Bosch zog in das Robert-Bosch-Haus auf der Gänsheide, nachdem er bis dahin und ab 1893 in der Villa Dillmann gewohnt hatte. Das parkähnliche Grundstück der Villa Dillmann liegt zwischen dem Zulauf der Dillmannstraße auf die Hölderlinstraße am Hölderlinplatz in Stuttgart-Nord. Nach seinem Umzug auf die Gänsheide brachte Bosch dort die Bibliothek des Vereins zur Förderung der Volksbildung unter, welchen er 1918 zusammen mit Theodor Bäuerle und Wolfgang Pfleiderer gegründet hatte.